# Tetragnatha modica
Tetragnatha modica is een spinnensoort in de familie van de strekspinnen.
Het dier behoort tot het geslacht Tetragnatha. De wetenschappelijke naam van de soort werd voor het eerst geldig gepubliceerd in 1911 door Kulczynski.